# Église Sainte-Madeleine de Strasbourg
Pour les articles homonymes, voir Église Sainte-Madeleine.
L’église Sainte-Madeleine (appelée également Magdalenenkirche en allemand) est bâtie au début du XXe siècle sur des vestiges datant du XIVe siècle. Reconstruite à l'identique après la Seconde Guerre mondiale, elle se situe dans le centre-ville de Strasbourg. Il s'agit du quatrième édifice dédié à sainte Madeleine construit dans la ville depuis le XIIIe siècle. L'église est classée monument historique, par arrêté du 6 décembre 1898. 

## Histoire

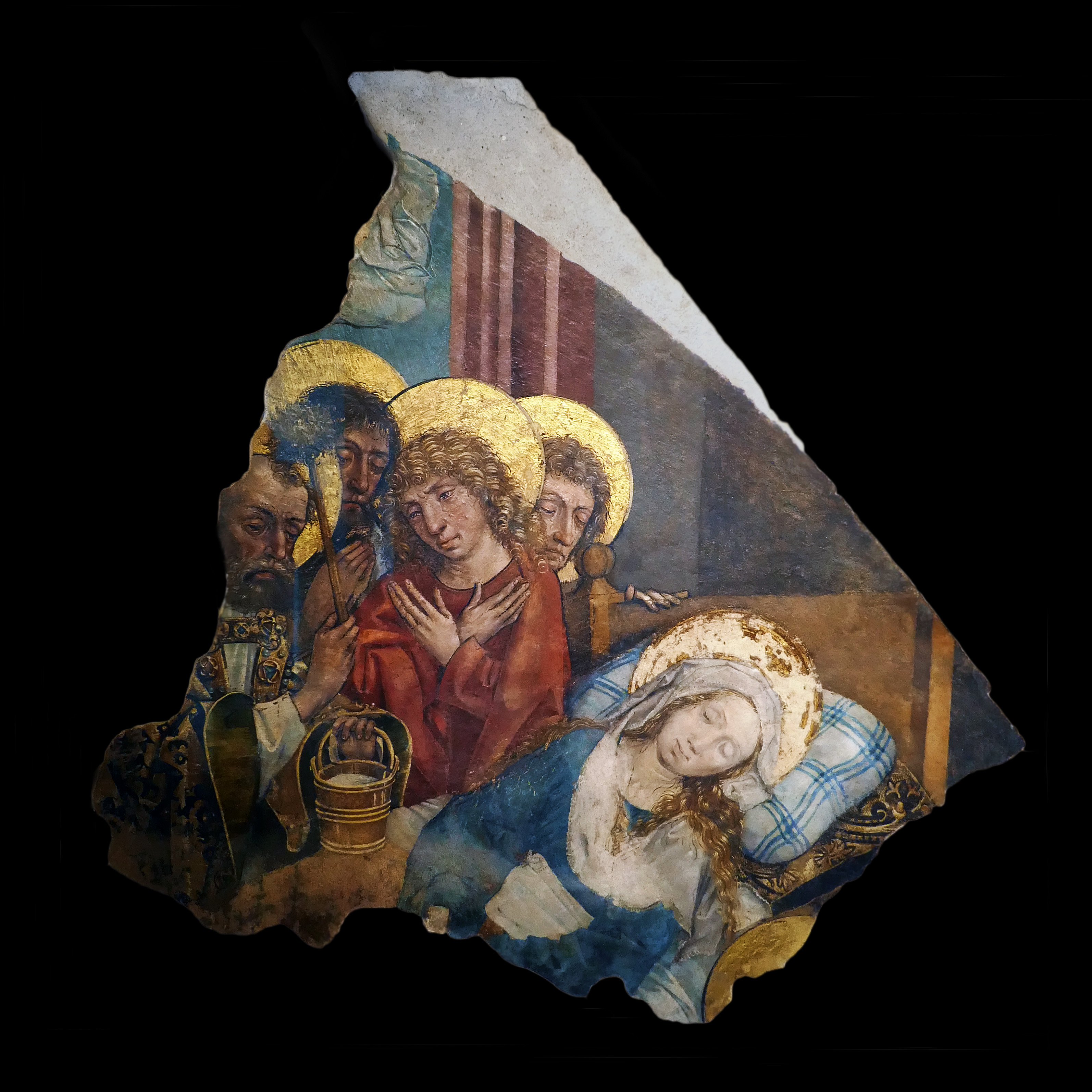
La Dormition de la Vierge, fragment de peinture murale conservé au musée de l'Œuvre Notre-Dame.

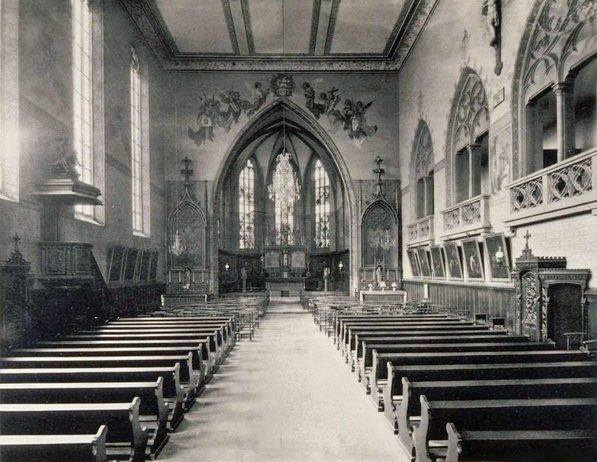
Intérieur de l'ancienne église (1900)

Un premier couvent, sous le vocable de sainte Madeleine, est construit en 1225 aux abords de la ville de Strasbourg, à l'emplacement de l'actuelle place de la République. Le bâtiment, accueillant d'anciennes prostituées repenties, est évacué puis détruit vers 1470, la ville craignant une invasion bourguignonne imminente.
Un nouveau couvent est reconstruit dans le quartier de la Krutenau et l'église gothique du cloître des sœurs de l'ordre de Sainte Marie-Madeleine (Ordo Sanctae Mariae Magdalenae de poenitentia), terminée en 1478, est détruite par un incendie en 1904. De cette église, dernier édifice gothique bâti à Strasbourg, il ne subsiste que le chœur, de style gothique tardif, avec des fragments de peintures murales. Il sert aujourd'hui de chapelle, dédiée au Saint-Sacrement. 
À la fin du XVIIIe siècle la paroisse dessert également le sud de la ville de Strasbourg, à l’extérieur des enceintes. L'église actuelle, perpendiculaire à l'ancien édifice, est bâtie en 1907 sur un projet de Fritz Beblo, plus spacieuse et aérée. Gravement endommagée par un bombardement anglo-américain le 11 août 1944, elle est reconstruite à l'identique en 1958.

### Orgues
L'orgue de la chapelle du Sacré-Cœur est un dépôt du musée des Arts décoratifs de Strasbourg effectué en 2011. Cet orgue est commandé par l'abbé de Marmoutier à Andreas Silbermann le 17 février 1716 et achevé en 1718. À la suite d'un différend il ne sera pas livré à l’abbatiale de Marmoutier mais vendu en 1730 aux Sœurs Grises de Haguenau. Il possédait un Manuel, un Écho - sur un clavier spécifique - et une pédale séparée.
L’instrument est vendu révolutionnairement en 1799 à la ville de Sessenheim qui le remonte dans l'église du lieu où il sera partiellement modifié par Xavier Stiehr en 1826. En 1942, il est vendu à la Direction régionale des musées et entre dans les collections du Musée des Arts décoratifs de Strasbourg. Il a été restauré par le facteur d'orgues Quentin Blumenroeder dans son état de 1826 et remonté en 2012 dans le chœur gothique de la chapelle du Sacré-Cœur.
L’église possède aussi un premier orgue Roethinger, détruit lors des bombardements de 1944. Elle est dotée d'un second Roethinger, inauguré par Michel Chapuis et Robert Pfrimmer le 28 novembre 1965. Un relevage complet est effectué par Michel Wolf, de la Manufacture d'orgues alsacienne, en 1997 et 1998, mais l'harmonisation n'a pas été modififée. Des travaux sur l'édifice sont effectués en 2004. L'orgue est alors remis en état par la maison Alfred et Daniel Kern, qui remplacent les claviers.

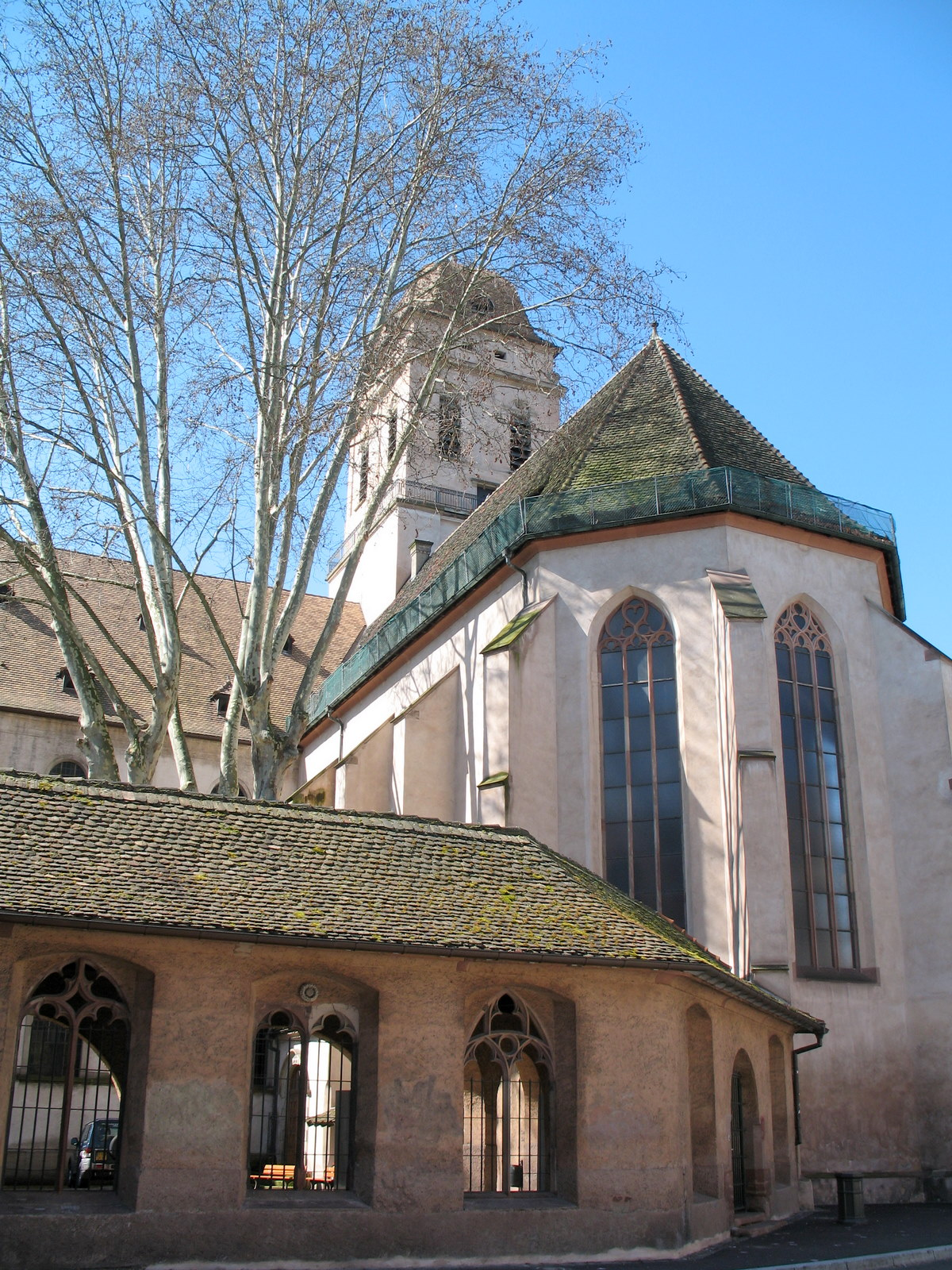
Parties gothiques (cloître et chœur) de l’église Sainte-Madeleine.
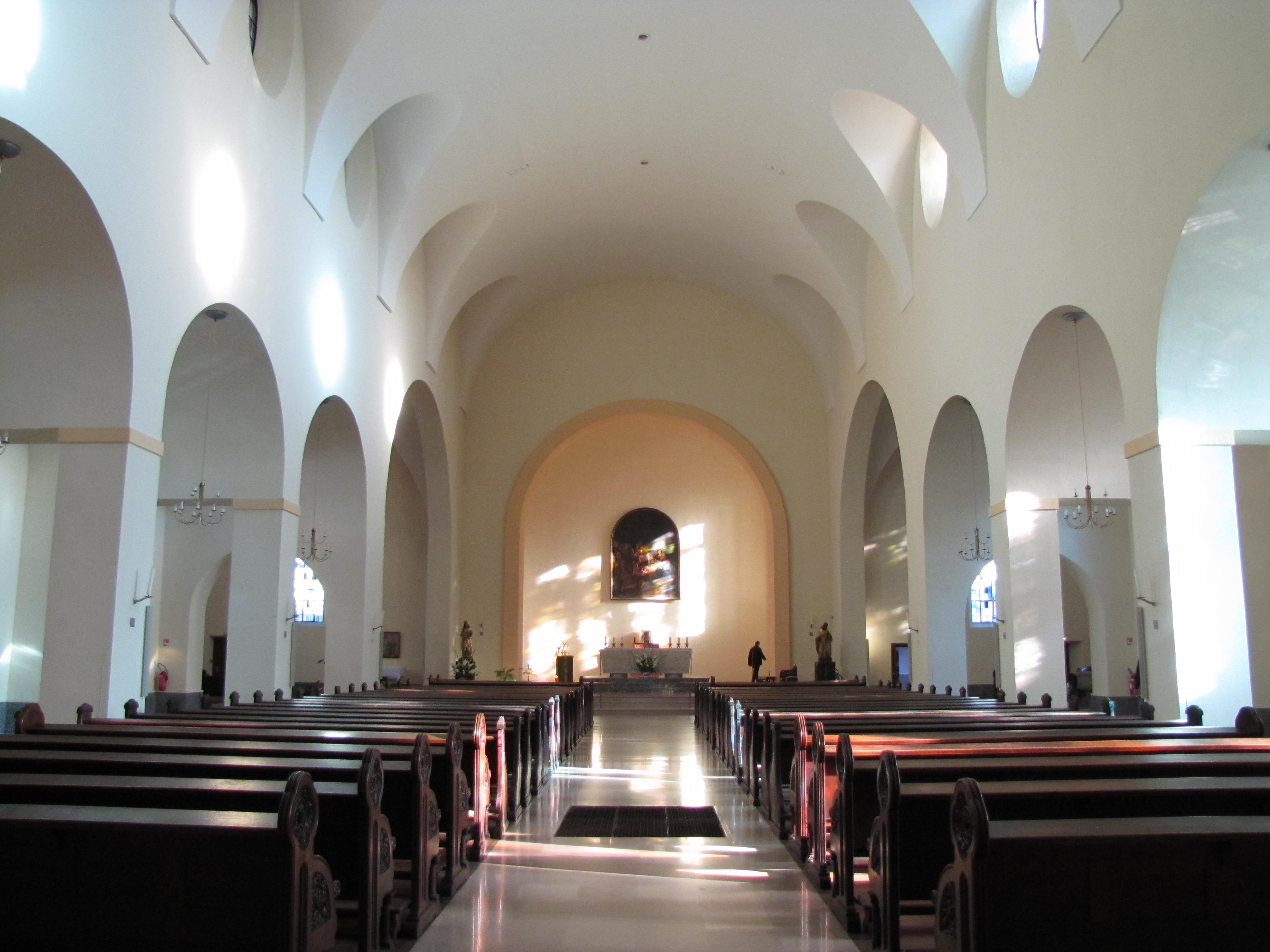
La nef reconstruite originellement édifiée par Fritz Beblo.
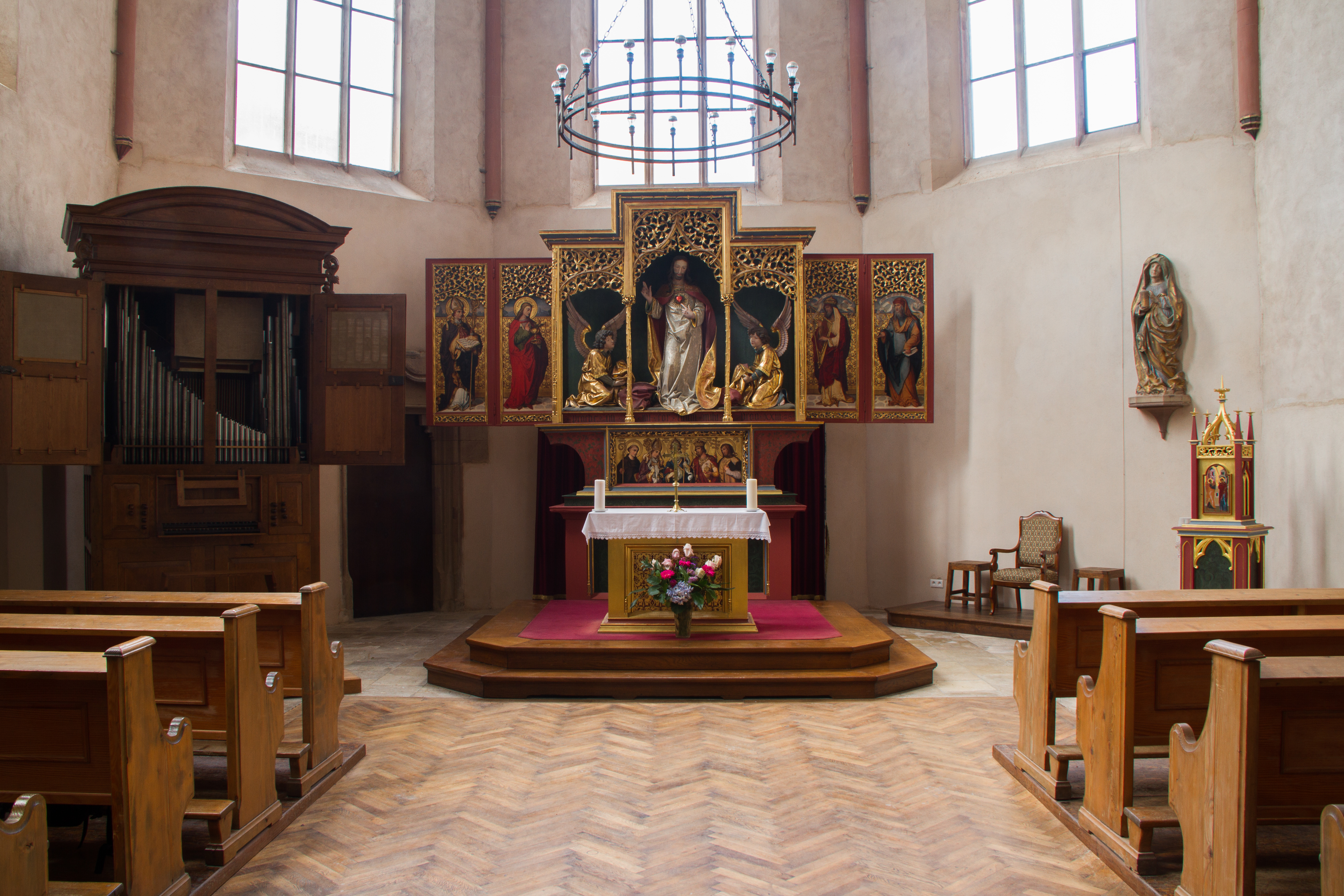
Le chœur gothique et l’orgue positif d’Andreas Silbermann (1719).
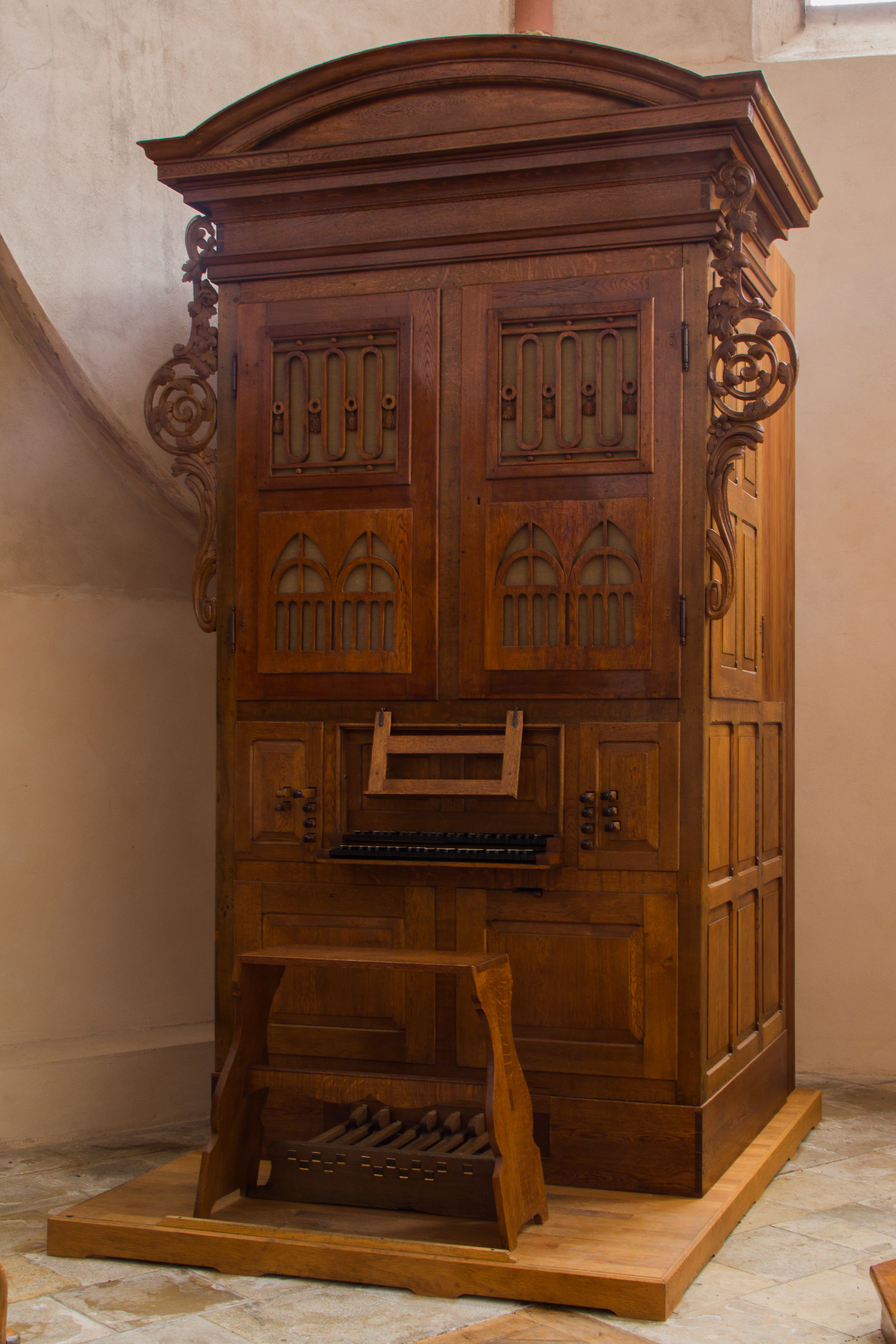
Orgue positif d’Andreas Silbermann (1719).]
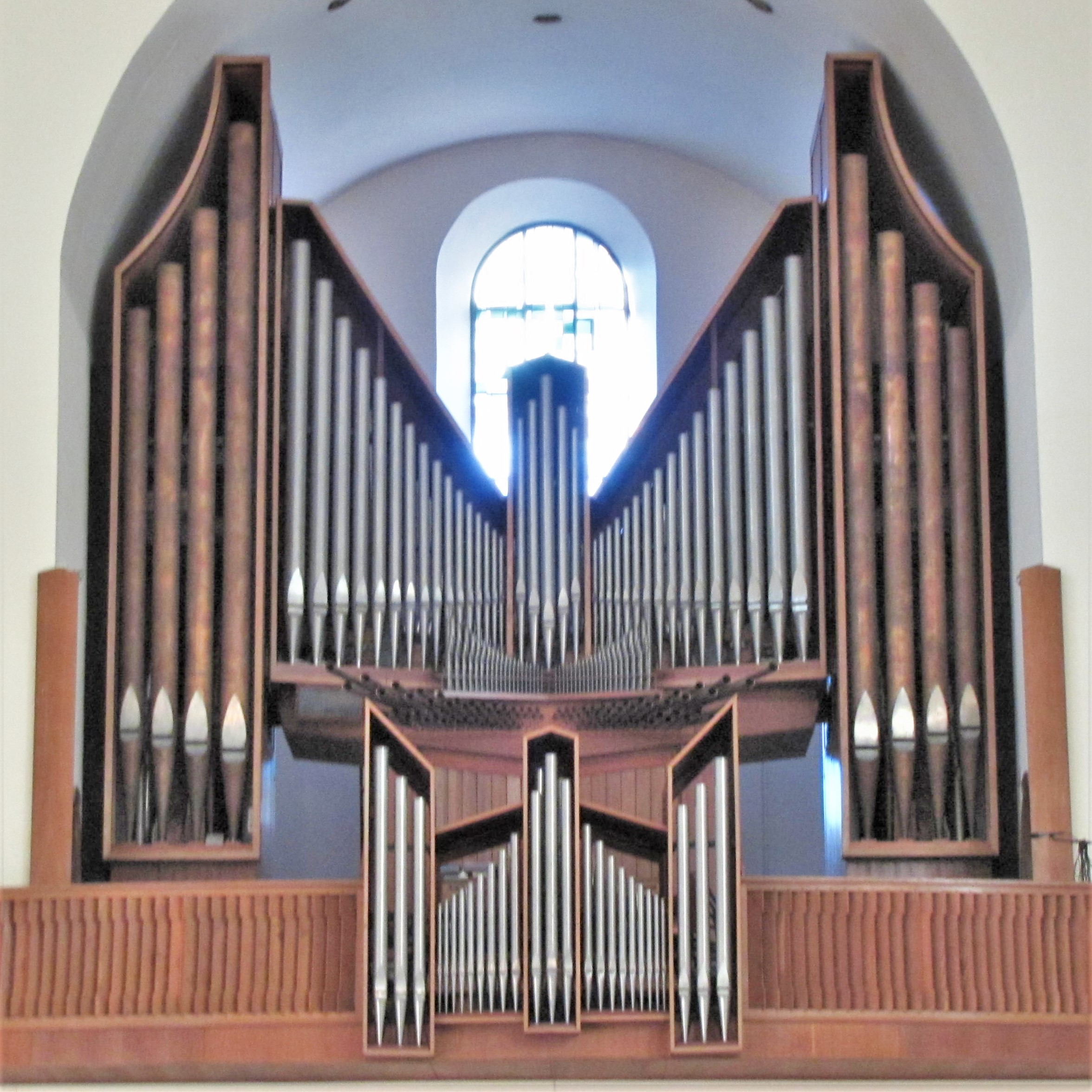
L’orgue Roethinger.